# Excelsior-Oltenia Craiova
L'Excelsior-Oltenia Craiova è stata una squadra di calcio rumena con sede a Craiova attiva nel 1915 che ha partecipato ad una edizione del campionato di calcio rumeno.

## Storia
Il club è stato fondato nel 1915 con la fusione dell'Excelsior Craiova con l'Oltenia Craiova, entrambi attivi dall'anno precedente.
Ha partecipato alla Divizia A 1914-1915 classificandosi all'ultimo posto con una vittoria e nove sconfitte per poi sciogliersi.